# Manuel Canales
Manuel Canales (* 22. März 1747 in Toledo; † 1786 ebenda) war ein spanischer Violoncellist und Komponist des Klassizismus.

## Leben und Werk
Es sind nur wenige Details aus dem Leben von Manuel Canales bekannt. Die ersten Untersuchungen zu Manuel Canales stammen von dem Musikwissenschaftler und Komponisten Julio Gómez. Dieser schrieb 1912 einen Artikel über und veröffentlichte einen Band mit Quartetten von Manuel Canales.
Im Oktober 1756, begann der neunjährige Manuel seine musikalische Ausbildung in der Kathedrale von Toledo unter der Leitung von Jaime Casella (1690–1764). Ein künstlerischer Einfluss des Cellisten Francesco Montali auf den Violoncellisten und Violabassisten Canales scheint wahrscheinlich, da Montali auch für das Haus Alba komponierte.
Manuel Canales zog 1770 nach Madrid, um in die Dienste des Herzogs von Alba einzutreten. Dieser Aufenthalt ermöglichte es ihm, die Kammermusik Joseph Haydns und Luigi Boccherinis kennenzulernen. Einflüsse dieser Komponisten lassen sich in Canales Werken nachweisen. Wahrscheinlich entdeckte Manuel Canales seine Vorbilder an der Musikakademie von Madrid, die er zuvor besuchte. Die in der Nationalbibliothek von Madrid aufbewahrten Bände von Canales Musik wurden zusammen mit Werken von Joseph Haydn, Antonín Kammel (1730–1788), Luigi Boccherini und Carl Friedrich Abel aufgenommen, ein klares Zeichen für die Qualität, die seinen Quartetten zugeschrieben wurde.
Manuel Canales Gönner, der Herzog von Alba starb 1776, was Canales offenbar in eine schwierige Lage brachte. Zweifellos hoffte er, durch die Widmung seines Opus 3 in den Dienst des Königs von Spanien zu treten. Dieses Ansinnen äußerte er aber vergeblich. Eine Anstellung in Madrid erhielt er nicht und so kehrte er 1779 nach Toledo zurück und arbeitete in der Kathedrale als Instrumentalist und Komponist geistlicher Musik. Als Laie wurde ihm eine Anstellung als Kapellmeister verweigert, eine Position, die Juncà Francisco (1742–1833) zu dieser Zeit innehatte.
Als Komponist schuf er mehrere Serien von Quartetten, obwohl nur zwei Quartette, op. 1 bzw. op. 3, erhalten sind und religiöse Kompositionen.